# 暗色高原鳅
暗色高原鳅（学名：Triplophysa furva）为輻鰭魚綱鯉形目條鳅科高原鳅属的鱼类。在中国，分布于新疆乌鲁木齐红雁池水库坝下的乌鲁木齐河等。该物种的模式产地在新疆乌鲁木齐红雁池水库坝下的乌鲁木齐河。

## 扩展阅读
維基物種上的相關：暗色高原鳅